# Neaua
Neaua (Hongaars: Havad) is een comună in het district Mureş, Transsylvanië, Roemenië. Het is opgebouwd uit vijf dorpen, namelijk:
- Ghineşti (Hongaars: Geges)
- Neaua (Hongaars: Havad)
- Rigmani (Hongaars: Rigmány)
- Sânsimion (Hongaars: Nyárádszentsimon)
- Vădaş (Hongaars: Vadasd)

## Demografie
De comună  heeft een absolute Szeklers-Hongaarse meerderheid. In 2007 telde Neaua zo'n 1.456 inwoners waarvan er 1.348 (92,6%) Hongaren waren.